# Byrsia princeps
Byrsia princeps är en fjärilsart som beskrevs av Felder 1875. Byrsia princeps ingår i släktet Byrsia och familjen björnspinnare. Inga underarter finns listade i Catalogue of Life.